# Automeris coloradensis
Automeris coloradensis é uma espécie de mariposa do gênero Automeris, da família Saturniidae.